# Wallingford (Engeland)
Wallingford is een marktstad en civil parish met 7542 inwoners op de rechteroever van de Theems in het bestuurlijke gebied South Oxfordshire, in het Engelse Oxfordshire.

## Geschiedenis
Willem de Veroveraar kruiste hier de Theems na de Normandische invasie en gaf opdracht tot de bouw van een groot kasteel in Wallingford. Het Verdrag van Wallingford (1153) beëindigde de Anarchie, een burgeroorlog tussen Stefanus van Engeland en Keizerin Matilda.
Het kasteel was de laatste vesting die zich in de burgeroorlog tussen koning Karel I van Engeland en Oliver Cromwell overgaf en Cromwell gaf opdracht tot de vernietiging ervan. De schrijver William Blackstone en schrijfster Agatha Christie leefden en stierven in de stad.
In de stad is een museum gevestigd.

## Beroemde ingezetenen
- Jonathan Bailey, acteur
- Evelyn Barbirolli, hoboïste
- William Blackstone, schrijver van juridische werken
- Agatha Christie, schrijfster van detectives
- Max Mallowan, archeoloog
- Ann Packer, atlete
- Paul Rotha, documentairemaker
- Richard van Wallingford, 14e-eeuws wiskundige en klokkenmaker

## Externe links

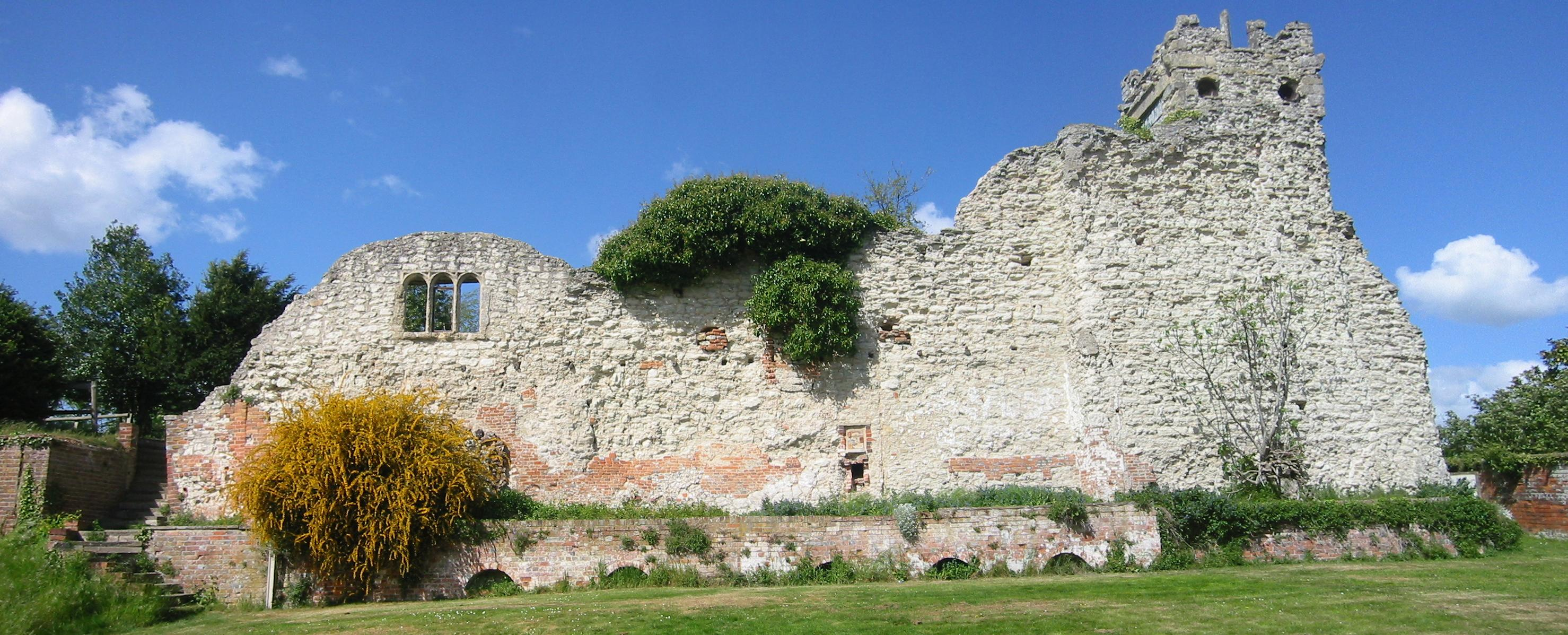
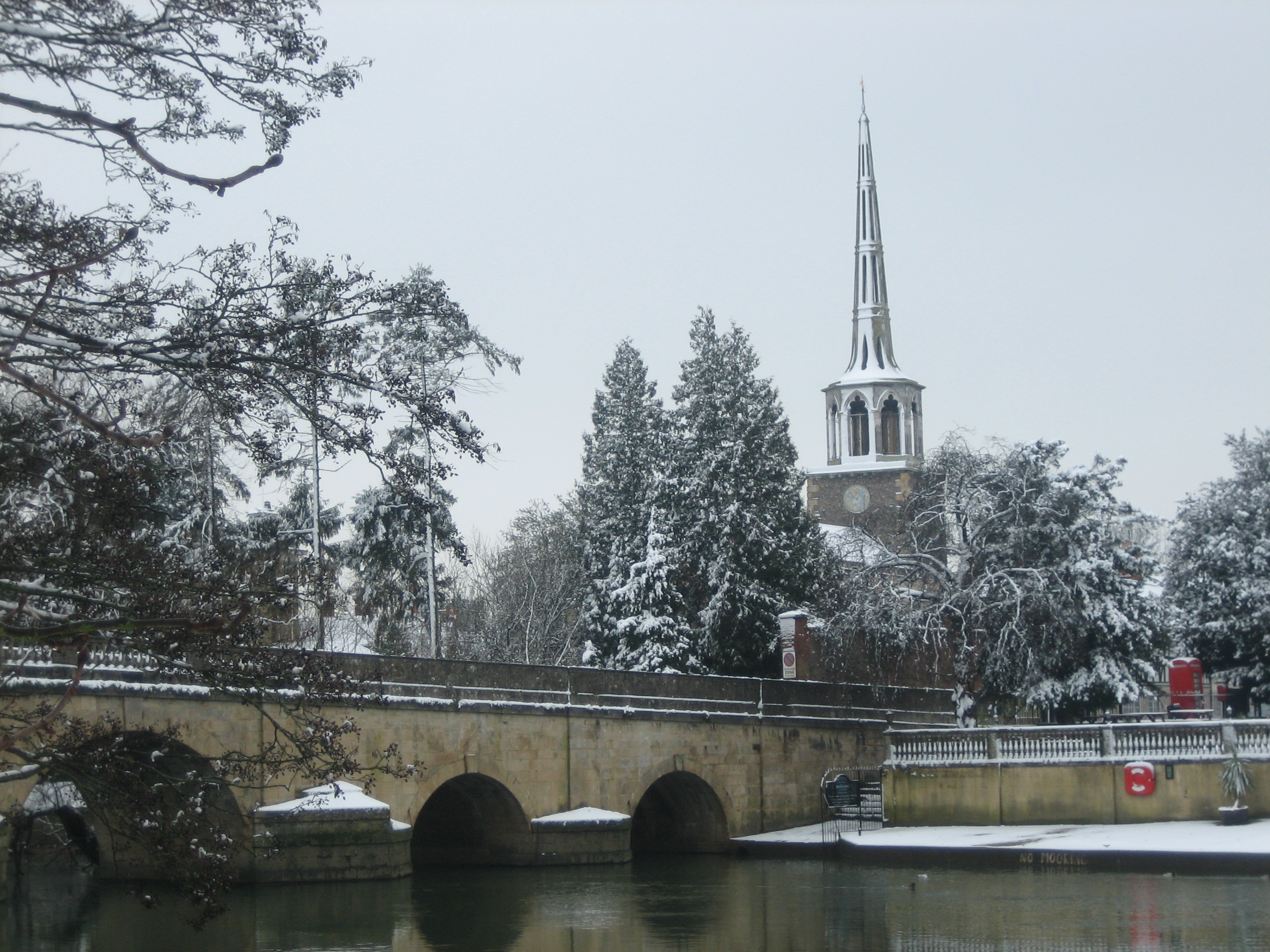
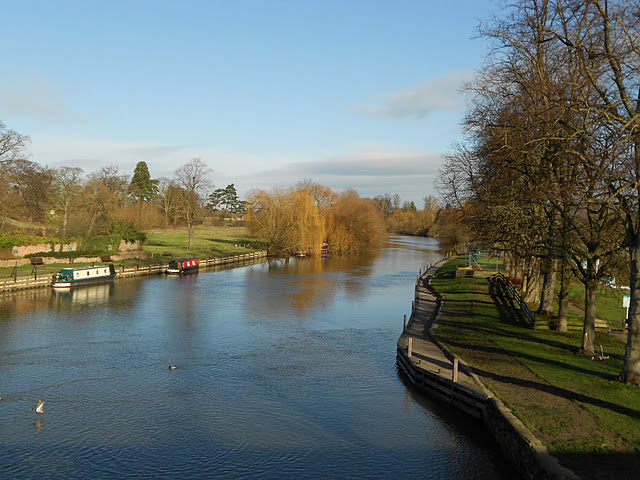
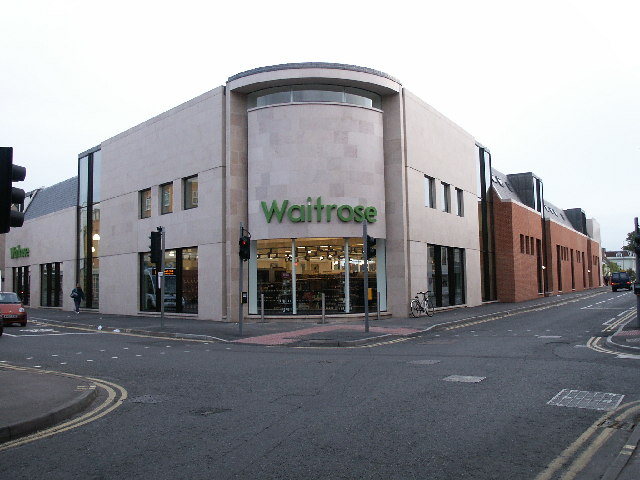
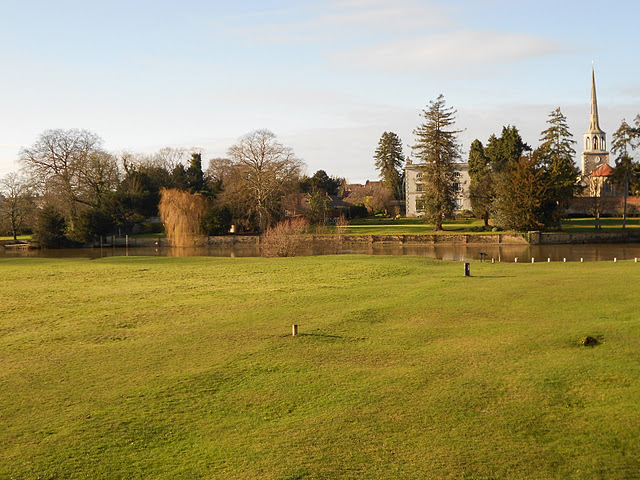
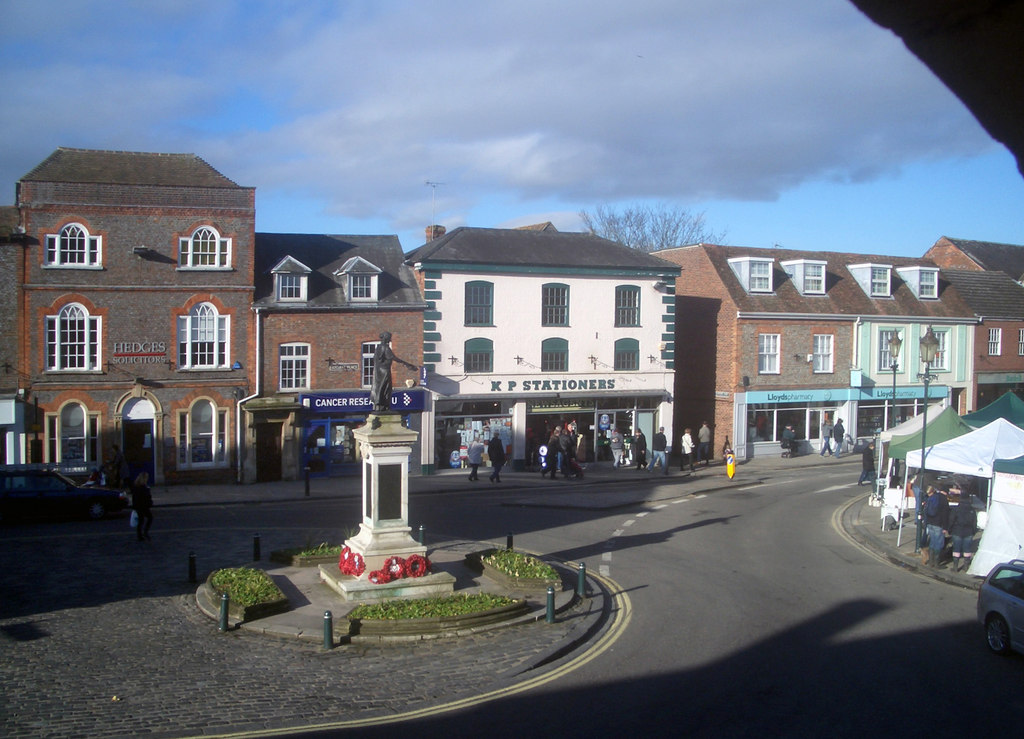